# MS-DOS Editor

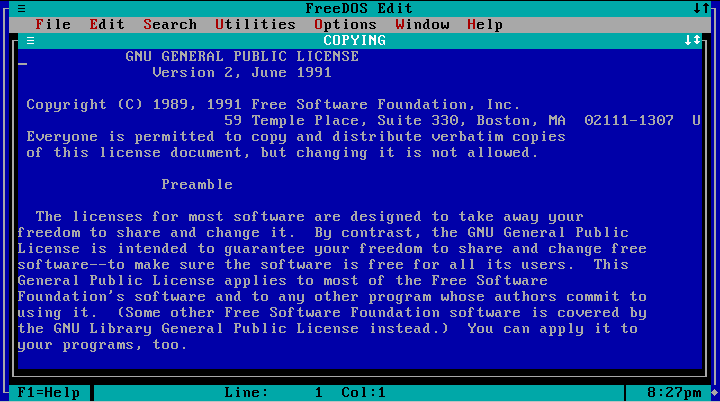
MS-DOS EDITOR

El Editor de MS-DOS, comúnmente llamado solo Edit, es un editor de texto basado en caracteres que viene con MS-DOS (desde la versión 5) y versiones de 32 bits de Microsoft Windows. Sustituyó a Edlin, el editor estándar en versiones anteriores.
Hasta la versión 6.22 de MS-DOS, en realidad se ejecutaba QBasic en modo editor, pero desde DOS 7 (Windows 95) se eliminó QBasic y el Editor de MS-DOS se convirtió en un programa independiente.
El editor a veces se usa como un sustituto del Bloc de notas en Windows 9x, donde el Bloc de notas está limitado solo a archivos pequeños. 
El editor puede editar archivos de hasta 65,279 líneas y hasta aproximadamente 5 MB de tamaño. 
Las versiones de MS-DOS están limitadas a aproximadamente 300 kB, dependiendo de cuánta memoria convencional esté libre.
El editor se puede iniciar escribiéndolo en el cuadro de diálogo Ejecutar comando en Windows y escribiendo "edit" en la interfaz de línea de comandos. 
Edit aún se incluye en versiones posteriores de Windows, como Windows XP, Windows Vista 32 bit, Windows 7 32 bit y Windows 8 32 bit. 
Al ser una aplicación de DOS de 16 bits, no se ejecutará directamente en versiones de Windows de 64 bits.

## Versiones
La versión 1.0 de edición apareció en MS-DOS / PC DOS 5.00, OS / 2 y Windows NT a 4.0. Las primeras betas de Chicago también incluían esta versión. Estos editores confían en QBasic 1.0. Esta versión solo puede abrir un archivo, hasta el límite de la memoria DOS. Aunque este editor puede abrir un archivo, también puede abrir el archivo de ayuda rápida en una ventana dividida.
Editar versión 1.1 apareció en MS-DOS 6.0. No se agregaron nuevas funciones al editor: la principal diferencia es que QBasic 1.1 se usa para mostrar la ayuda de MS-DOS 6.0. Esta versión está disponible también en todas las versiones de Windows 9x, aunque los archivos no han cambiado desde 6.22. Cambiar el nombre de help.hlp a edit.hlp le permite a uno acceder al sistema de ayuda de DOS 6 dentro del editor, incluyendo cortar y pegar entre el sistema de ayuda y el archivo abierto.
PC DOS 6 no incluye el comando de edición. En su lugar, tiene el editor de DOS E. Esto se actualizó para admitir el mouse y los menús en la versión 7.0.
La versión 2.0 de edición apareció con Windows 95, y aparece en Windows 2000 y versiones posteriores, ahora no usa QBasic. Como todavía es un programa de DOS de 16 bits, no está incluido en ninguna versión de Windows de 64 bits, ni funcionará directamente en una. Esta versión de Edit se ejecutará en DOS 3.30 y superior.
La versión FreeDOS fue desarrollada por Shaun Raven.

## Características
El editor de MS-DOS utiliza una interfaz de usuario de texto y su esquema de color se puede ajustar. Tiene una interfaz de documentos múltiples en la que su versión 2.0 (incluida en DOS 7 o Windows 9x) puede abrir hasta 9 archivos a la vez, mientras que las versiones anteriores (incluidas en DOS 5 y 6) están limitadas a un solo archivo. La pantalla se puede dividir verticalmente en dos paneles que se pueden usar para ver dos archivos simultáneamente o partes diferentes del mismo archivo. También puede abrir archivos en modo binario, donde se muestra un número fijo de caracteres por línea, con nuevas líneas tratadas como cualquier otro carácter. Este modo muestra los caracteres como caracteres hexadecimales (0-9 y A-F). Editor convierte las nuevas líneas de Unix en nuevas líneas de DOS y es compatible con el mouse. Algunas de estas funciones se agregaron solo en 1995 (versión 2.0), con el lanzamiento de Windows 95.